# MSC-Irina-Typ
Die ULCS-Containerschiffe des MSC-Irina-Typ werden in Langzeitchartern von der Reederei Mediterranean Shipping Company eingesetzt. Weitere Schiffe des Typs wurden von der französischen Reederei CMA CGM in Auftrag gegeben.

## Geschichte
Das erste sechs Einheiten umfassende Baulos wurde am 1. März 2020 von der Mediterranean Shipping Company beim chinesischen Schiffbauunternehmen Jiangsu Yangzi Xinfu Shipbuilding in Auftrag gegeben. Die Finanzierung der Baureihe wurde über die chinesische Bank of Communications abgewickelt, von der die einzelnen auf Einschiffsgesellschaften eingetragenen Schiffe in Langzeitchartern an MSC vermietet werden. Im März 2023 wurde mit der MSC Irina das erste der Schiffe abgeliefert und am 27. September 2023 wurde das letzte Schiff des ersten Bauloses fertiggestellt. Alle MSC-Schiffe der Klasse werden im Liniendienst zwischen Europa und Ostasien eingesetzt.
Mitte 2023 gab die französische Reederei CMA CGM ein Baulos über zehn weitere Einheiten des Typs in Auftrag. Die Ablieferung dieser Schiffe wird für die Jahre 2025 bis 2027 erwartet.

## Technik
Schiffbaulich sind die beim DNV klassifizierten Schiffe wie die Mehrzahl der schon in Betrieb befindlichen ULCS-Baureihen ausgelegt. Das Deckshaus ist etwa am Ende des vorderen Schiffsdrittels angeordnet, was einen verbesserten Sichtstrahl und somit eine höhere vordere Decksbeladung ermöglicht, während Schornstein und Maschinenanlage im hinteren Drittel liegen. Vor dem Deckshaus sind sechs 40-Fuß-Bays, dahinter 14 Bays und hinter dem Maschinenaufbau vier weitere Bays angeordnet. Die Bunkertanks sind unterhalb des Aufbaus angeordnet; sie erfüllen die einschlägigen MARPOL-Vorschriften. Die Laderäume der Schiffe werden mit Pontonlukendeckeln verschlossen. Die maximale Containerkapazität wird mit 24.346 TEU angegeben. Weiterhin sind Anschlüsse für Integral-Kühlcontainer vorhanden. Die An- und Ablegemanöver werden durch ein Bugstrahlruder unterstützt.
Der Antrieb der Schiffe besteht jeweils aus einem Zweitakt-Dieselmotor, der auf einen einzelnen Festpropeller wirkt. Für die Einheiten von CMA CGM ist ein Dual-Fuel-Antrieb für Dieselöl und LNG vorgesehen.

## Die Schiffe
| MSC-Irina-Typ                                             | MSC-Irina-Typ | MSC-Irina-Typ | MSC-Irina-Typ      | MSC-Irina-Typ | MSC-Irina-Typ              |
| Bauname                                                   | Bau- nummer   | IMO- Nummer   | Ablieferung        | Auftraggeber  | Umbenennungen und Verbleib |
| --------------------------------------------------------- | ------------- | ------------- | ------------------ | ------------- | -------------------------- |
| MSC Irina                                                 | YZJ2015-2334  | 9929429       | 9. März 2023       | MSC           | so in Fahrt                |
| MSC Loreto                                                | YZJ2015-2335  | 9934735       | 12. April 2023     | MSC           | so in Fahrt                |
| MSC Michel Cappellini                                     | YZJ2015-2336  | 9929431       | 24. Mai 2023       | MSC           | so in Fahrt                |
| MSC Mariella                                              | YZJ2015-2337  | 9934747       | 26. Juni 2023      | MSC           | so in Fahrt                |
| MSC Turkiye                                               | YZJ2015-2338  | 9931288       | 28. August 2023    | Seaspan       | so in Fahrt                |
| MSC Micol                                                 | YZJ2015-2339  | 9931290       | 27. September 2023 | Seaspan       | so in Fahrt                |
| CMA CGM ?                                                 | YZJ2023-1545  | 1028035       | ?                  | CMA CGM       | beauftragt                 |
| CMA CGM ?                                                 | YZJ2023-1546  | 1028047       | ?                  | CMA CGM       | beauftragt                 |
| CMA CGM ?                                                 | YZJ2023-1547  | 1028059       | ?                  | CMA CGM       | beauftragt                 |
| CMA CGM ?                                                 | YZJ2023-1548  | 1028061       | ?                  | CMA CGM       | beauftragt                 |
| CMA CGM ?                                                 | YZJ2023-1549  | 1028073       | ?                  | CMA CGM       | beauftragt                 |
| CMA CGM ?                                                 | YZJ2023-1550  | 1028085       | ?                  | CMA CGM       | beauftragt                 |
| CMA CGM ?                                                 | YZJ2023-1551  | 1028097       | ?                  | CMA CGM       | beauftragt                 |
| CMA CGM ?                                                 | YZJ2023-1552  | 1028102       | ?                  | CMA CGM       | beauftragt                 |
| CMA CGM ?                                                 | YZJ2023-1553  | 1028114       | ?                  | CMA CGM       | beauftragt                 |
| CMA CGM ?                                                 | YZJ2023-1554  | 1028126       | ?                  | CMA CGM       | beauftragt                 |
| Daten: Equasis, Lloyd’s Register of Shipping, London, DNV |               |               |                    |               |                            |